# Inde aux Jeux olympiques d'hiver de 2010
Cet article contient des informations sur la participation et les résultats de l'Inde aux Jeux olympiques d'hiver de 2010 à Vancouver au Canada.

## Cérémonies d'ouverture et de clôture

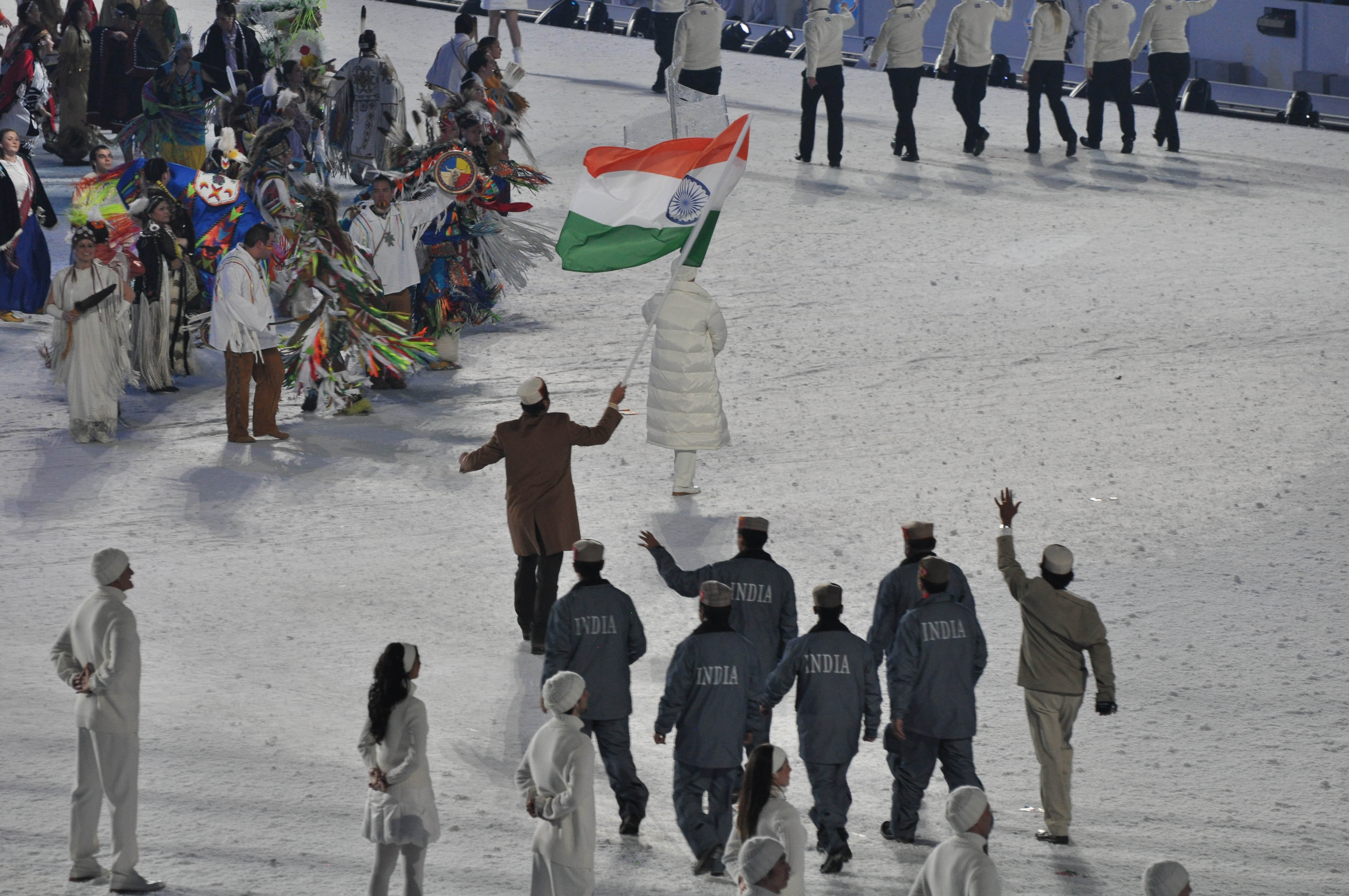
Entrée de la délégation indienne lors de la cérémonie d'ouverture.

Comme cela est de coutume, la Grèce, berceau des Jeux olympiques, ouvre le défilé des nations, tandis que le Canada, en tant que pays organisateur, ferme la marche. Les autres pays défilent par ordre alphabétique. L'Inde est la 37e des 82 délégations à entrer dans le BC Place Stadium de Vancouver au cours du défilé des nations durant la cérémonie d'ouverture, après l'Islande et avant l'Iran. Cette cérémonie est dédiée au lugeur géorgien Nodar Kumaritashvili, mort la veille après une sortie de piste durant un entraînement. Le porte-drapeau du pays est le lugeur Shiva Keshavan.
Lors de la cérémonie de clôture qui se déroule également au BC Place Stadium, les porte-drapeaux des différentes délégations entrent ensemble dans le stade olympique et forment un cercle autour du chaudron abritant la flamme olympique. Le drapeau indien est alors porté par le fondeur Tashi Lundup.

## Engagés par sport

### Luge
Hommes
- Shiva Keshavan Kannan Palan

### Ski alpin
Hommes
- Jamyang Namgial

### Ski de fond
Hommes
- Tashi Lundup

## Diffusion des Jeux en Inde
Les Indiens peuvent suivre les épreuves olympiques en regardant en clair la chaîne DD National du groupe de télévision nationale Doordarshan (DD), mais également sur le câble et le satellite grâce au réseau ESPN Star Sports.